# Bor trichloride
Bo trichloride là một hợp chất vô cơ có thành phần chính gồm hai nguyên tố là bor và chlor, với công thức hóa học được quy định là BCl3. Loại khí không màu này là một chất phản ứng có giá trị trong tổng hợp hữu cơ. Hợp chất này phản ứng mạnh đối với nước.

## Sử dụng
Bo trichloride là nguyên liệu ban đầu cho việc sản xuất nguyên tố bo nguyên chất. Nó cũng được sử dụng trong việc tinh chế hợp kim nhôm, magnesi, kẽm và đồng để loại bỏ các chất nitride, carbide và oxide từ kim loại nóng chảy. Nó đã được sử dụng như là một thông lượng hàn cho các hợp kim nhôm, sắt, kẽm, wolfram và monel. Đúc nhôm có thể được cải thiện bằng cách xử lý chất tan với các chất bo trichloride.
Ngoài ra, hợp chất này cũng được sử dụng trong lĩnh vực nhiên liệu năng lượng cao và nhiên liệu tên lửa như một nguồn chất bo để nâng cao giá trị BTU. BCl3 cũng được sử dụng trong khắc acid trong sản xuất chất bán dẫn. Loại khí này khắc trên các oxide kim loại bằng cách hình thành các hợp chất BOClx dễ bay hơi.
BCl3 được sử dụng làm chất phản ứng trong tổng hợp các hợp chất hữu cơ. Giống như bromide tương ứng, nó tách các liên kết C–O của hợp chất ether.